# Bloqueo de vías de comunicación terrestre

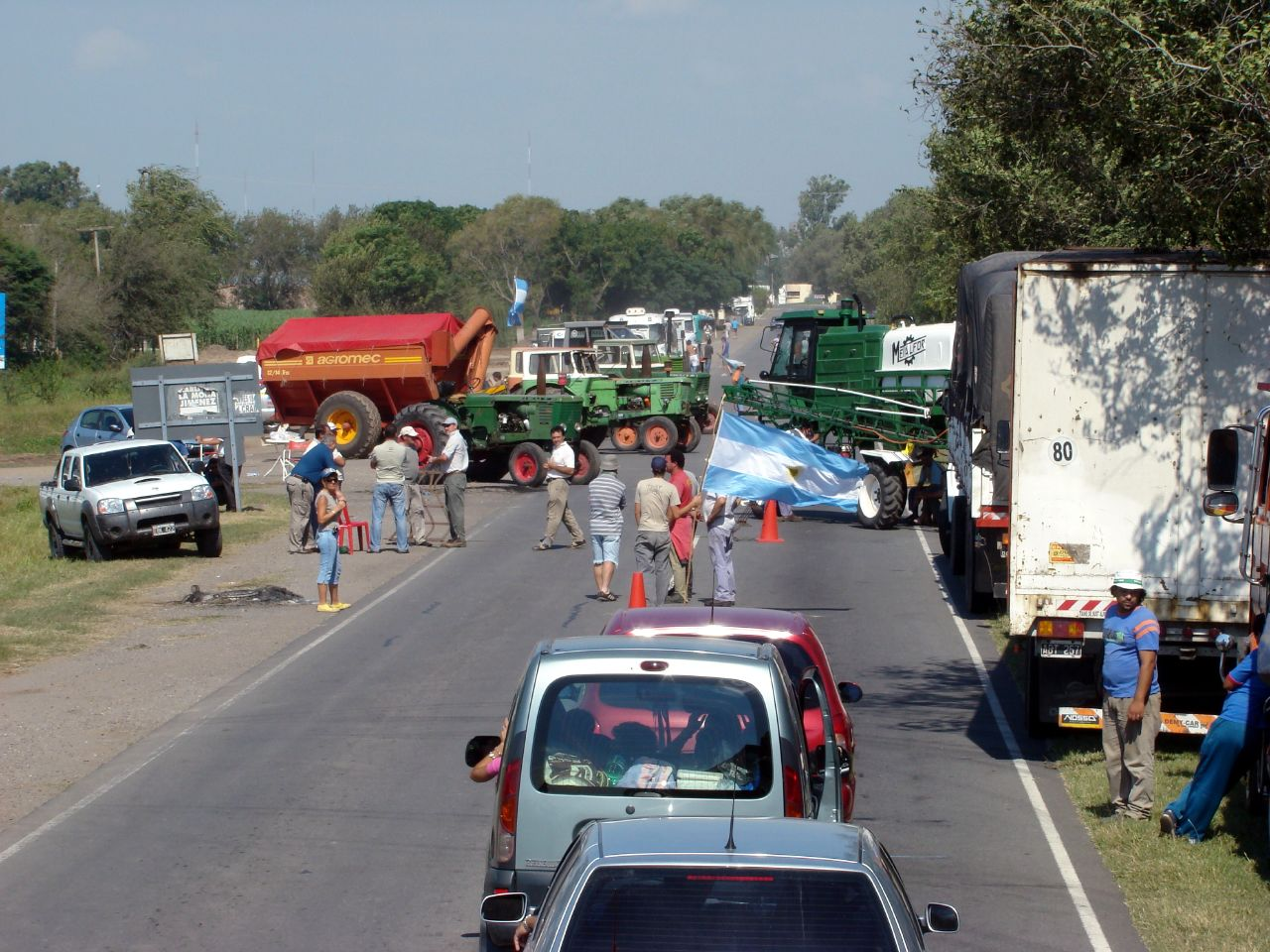
Corte de ruta de productores rurales en Argentina.

El bloqueo o corte de vías de comunicación terrestre es una medida de fuerza utilizada por diversos sectores sociales y económicos, para realizar protestas y reclamos. Puede producirse en rutas interurbanas, puentes, autopistas, calles y avenidas urbanas, entradas o salidas de fábricas o edificios, vías férreas, etc. 
En algunas ocasiones, como Perú, los gobiernos aplican las leyes penales a los organizadores y ejecutantes de los bloqueos, considerando su accionar como un delito, encuadramiento que es objeto de intensos debates entre especialistas, algunos de los cuales han considerado que ello implica una criminalización de la protesta social. La medida también suele ser objeto de intensos debates en la opinión pública acerca de la coalición de derechos, particularmente de los límites a los que están sometidos los derechos a protestar y a circular. Mientras que la Comisión Interamericana de Derechos Humanos ha recurrido ese concepto para la manifestación social.
El bloqueo suele realizarse mediante piquetes, grupos de personas que se ubican personalmente o colocan objetos en las vías de comunicación, obstruyendo el paso.
La medida ha sido utilizada por grupos de desocupados, ambientalistas, organizaciones patronales, sindicatos, estudiantes, pescadores, pobladores de localidades alejadas, etc.